# 제이엠티 (기업)
제이엠티(JMT)는 대한민국의 전자부품 제조기업이다. 본사는 경기도 평택시 산단로 63-19에 위치해 있다. 대표이사는 정수연, 정도연(각자대표)이다.
삼성디스플레이를 통해 애플 아이폰에 탑재되는 OLED-PBA 를 주력으로 생산한다 2021년 품목별 매출 비중은 LCD PBA 31.5%, OLED PBA 63.9%, 마스크 1.6%, 기타 3% 등이다 베트남 법인을 통해 OLED 패널 FPBA를 생산하고 있다 애플 밸류체인에 속한 부품 공급업체이다

## 사명 변경
1998년 정문아트씨티로 설립되어 정문이테크, 제이엠테크, 제이엠텔레콤 그리고 현재의 사명으로 변경하였다.

## 같이 보기
- LCD
- 한국컴퓨터
- 드림텍

## 참고 문헌
1. ↑  장은진, 제이엠티, 숨겨진 애플 OLED 수혜 기업-SK, 한국아이닷컴, 2024.03.06
2. ↑  김명선, 제이엠티, 아이폰 판매량 증가에 최대 실적 전망, 아이투자, 21.04/08
3. ↑  오늘시장 특징주 제이엠티(094970) 한국경제, 2024-02-19
4. ↑  허선재, SK증권 리서치센터 기업분석-제이엠티, 2024-03-06
5. ↑  한국IR협의회 기술분석보고서-	제이엠티, 2019. 1. 31[깨진 링크(과거 내용 찾기)]